# Carvalhal (Mêda)
Carvalhal ist ein Ort und eine ehemalige Gemeinde (Freguesia) im portugiesischen Kreis Mêda. Die Gemeinde hatte 96 Einwohner (Stand 30. Juni 2011).
Am 29. September 2013 wurden die Gemeinden Carvalhal, Pai Penela und Vale Flor zur neuen Gemeinde União das Freguesias de Vale Flor, Carvalhal e Pai Penela zusammengeschlossen.